# جاك فينلاي (لاعب كرة قدم أمريكية)
جاك فينلاي (بالإنجليزية: Jack Finlay) هو لاعب كرة قدم أمريكية أمريكي، ولد في 8 سبتمبر 1921 في لوس أنجلوس في الولايات المتحدة، وتوفي في 6 مارس 2014 في رانتشو ميراج في الولايات المتحدة.